# Koningin Jamillia
Koningin Jamillia is een personage uit Star Wars. De rol wordt vertolkt door actrice Ayesha Dharker. Het personage komt alleen voor in de film Star Wars: Episode II: Attack of the Clones.

## Biografie
Jamillia groeide op te Naboo in de zuidoostelijke regio. Net als Amidala maakte ze probleemloos en vanzelfsprekend de stap naar het politieke landschap op Naboo.
In 28 BBY kwam er een einde aan de dubbele ambtstermijn van Amidala en alhoewel er stemmen waren om de grondwet van Naboo te veranderen om Amidala langer aan de macht te kunnen laten, liet zij dit niet gebeuren en deed afstand van haar titel. Jamillia was een van de kandidaten om de nieuwe koningin te worden, maar ze verloor de verkiezing tegen Réillata. Maar daarna stelde Jamillia zich opnieuw kandidaat en werd ze wel verkozen.
Jamillia ontdekte al snel het protocol van de monarchie met de traditionele gewaden en make-up, de Handmaidens en de lage stem waarmee ze duidelijk en traag moest spreken. Jamillia volgde de weg die Amidala zo succesvol had gevolgd. Ze verbeterde waar nodig de banden met de Gungans en werkte met hen samen tijdens de kolonisatie van Ohma-D'un. Een erg wijze beslissing die Jamillia meteen geliefd maakte, was dat ze vroeg aan Amidala om te blijven fungeren als Senator van Naboo. Padmé twijfelde erg aan de vraag van Jamillia maar liet haar volk niet in de steek en aanvaardde de functie.
Bijgestaan door Panaka en Sio Bibble zag ook Jamillia hoe de crisis van de Separatisten zich langzaamaan meer en meer begon te manifesteren en ook Naboo begon te beïnvloeden. Jamillia opende dan ook de grenzen van Naboo voor vluchtelingen net voor de Clone Wars.
Padmé Amidala en Anakin Skywalker brachten een bezoek aan Jamillia in 22 BBY nadat Amidala het doelwit was geweest van verschillende aanslagen. Jamillia maakte zich zorgen over de beweging van Dooku. Jamillia opperde dat het vertrouwen in de Galactische Republiek niet mocht worden verloren omdat anders het geloof in de democratie kon worden aangetast. Alvorens Amidala afreisde naar Varykino adviseerde Jamilia haar om eerst nog even haar familie op te zoeken. Ruwee Naberrie had Jamillie immers gevraagd om Padmé niet meer verder te belasten met politieke taken zodat ze een rustig leven kon leiden op Naboo.
In 20 BBY werd Jamillia niet herverkozen en nam Neeyutnee haar plaats in. Het was niet bekend wat er daarna met haar gebeurde.